# Wojciech Przybylski (reżyser dźwięku)
Wojciech Przybylski (ur. 21 listopada 1952 w Warszawie, zm. 21 lipca 2015) – polski realizator dźwięku i producent muzyczny.
Był absolwentem Studium Realizacji Dźwięku Akademii Muzycznej w Warszawie. Jako realizator radiowy rozpoczął pracę w 1973. Pracował w studiach S4/6 i M-1 (im. Agnieszki Osieckiej) Polskiego Radia. W tym drugim realizował m.in. dźwięk podczas koncertów dla radiowej Trójki. Kilkakrotnie był nominowany do nagrody Fryderyki. Współpracował z wieloma polskimi wykonawcami i zespołami m.in. Voo Voo, Kult, Republika. Jako pierwsze zrealizował płyty Droga ludzi Skaldów oraz Żagiel Ziemi z tryptyku „Znicz Olimpijski” zespołu Breakout. Najwięcej płyt zrealizował dla zespołów Kazika Staszewskiego. Pracował też nad muzyką do filmów (np. Vabank) i spektakli teatralnych. Często współpracował z Jarosławem Regulskim. W latach 80. XX w. nagłaśniał festiwale w Opolu, w Sopocie i Jazz Jamboree. Z Kultem pracował także przy koncertach głównie w połowie lat 90. XX w.
Zmarł w wieku 62 lat, po długiej chorobie.

## Realizacje i produkcje
- Artrosis
  - Koncert w Trójce
- Bajm
  - Bajm (album) razem z Jarosławem Regulskim, Włodzimierzem Kowalczykiem, Andrzejem Poniatowskim – realizacja
- Breakout
  - Żagiel Ziemi
- Budka Suflera
  - 1974–1984 – razem z Jarosławem Regulskim
- Elektryczne Gitary
  - Huśtawki – realizacja dźwięku[6]
  - Kariera Nikosia Dyzmy – realizacja dźwięku[7]
  - Antena – mastering[8]
- Graal
  - Truskafki
- Grzegorz Turnau
  - Turnau w Trójce – realizacja nagrań
- Justyna Steczkowska
  - Alkimja – zgranie i mastering
- Kapela ze Wsi Warszawa
  - HopSaSa – realizacja dźwięku, mastering
  - Wiosna Ludu – realizacja dźwięku, mastering
  - Wykorzenienie – realizacja dźwięku
- Kazik
  - Spalam się – pomysł albumu, realizacja dźwięku[potrzebny przypis]
  - Spalaj się! – realizacja dźwięku[potrzebny przypis]
  - Melodie Kurta Weill’a i coś ponadto
- KNŻ
  - Na żywo, ale w studio – realizacja dźwięku[potrzebny przypis]
  - Porozumienie ponad podziałami
  - Las Maquinas de la Muerte – mastering[potrzebny przypis]
- Kult
  - Kult[9]
  - 45–89
  - Your Eyes – realizacja dźwięku[potrzebny przypis]
  - Kaseta[10]
  - Tata Kazika – realizacja dźwięk[potrzebny przypis]
  - Tata 2 – realizacja dźwięku[potrzebny przypis]
  - Muj wydafca – realizacja dźwięku, mastering[potrzebny przypis]
- Martyna Jakubowicz
  - Maquillage – razem z Jarosławem Regulskim
- Perfect
  - Perfect – realizacja dźwięku we współpracy z Jarosławem Regulskim
- Republika
  - Nowe sytuacje – mastering; współpraca z Jarosławem Regulskim
  - ’82–’85 – producent
- Shakin’ Dudi
  - Złota płyta – współpraca z Jarosławem Regulskim
- Skaldowie
  - Droga ludzi
- TSA
  - TSA – razem z Jarosławem Regulskim
- Ulisses
  - Roots – The Story Of... – realizacja nagrań, produkcja
- Urszula
  - Urszula –  razem z Jarosławem Regulskim
- Voo Voo
  - Voo Voo – współpraca z Jarosławem Regulskim
  - Zespół Gitar Elektrycznych
  - Zaćmienie Piątego Słońca
  - Mimozaika
- Wojciech Waglewski
  - Gra-żonie – producent
  - Muzyka od środka – producent
- Różni wykonawcy
  - I Ching – realizacja dźwięku
  - Tribute to Eric Clapton – realizacja i mix